# Clematis austroanatolica
Clematis austroanatolica är en ranunkelväxtart som beskrevs av Jerzy Zieliński och Kit Tan. Clematis austroanatolica ingår i släktet klematisar, och familjen ranunkelväxter. Inga underarter finns listade i Catalogue of Life.